# Szomor
Szomor (németül Somor) község Komárom-Esztergom vármegyében, a Tatabányai járásban.

## Fekvése

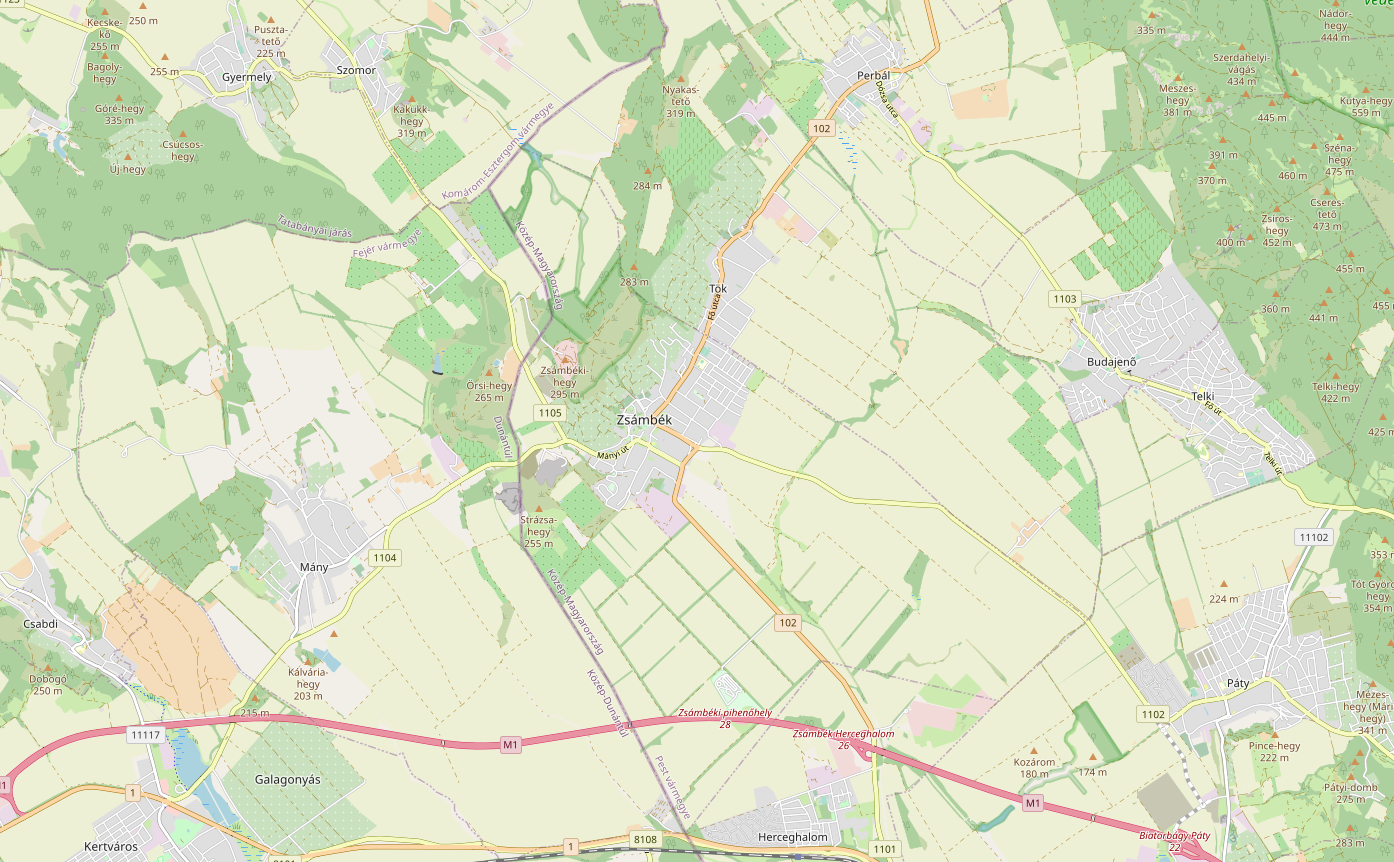
A község környékének térképe

A Gerecse hegység és a Zsámbéki-medence között fekszik, Gyermelytől 3, Máriahalomtól 6, Epöltől, Zsámbéktól és Bajnától egyaránt 8-8, Esztergomtól 27, Tatabányától 24 kilométer távolságra. Bajnával és Zsámbékkal az 1105-ös, Gyermellyel és azon túl Tarjánnal az 1123-as út, Somodorpuszta nevű különálló településrészével (és azon át Máriahalommal) pedig egy számozatlan alsóbbrendű mellékút kapcsolja össze.

## Története
A település és vidéke már ősidők óta lakott helynek számít, környékén szinte minden idetelepedett nép, kultúra nyomára rátaláltak. A községhez tartozó Somodorpuszta helyén az 1800-as években egy majdnem teljes négykerekű római kocsit találtak, amely a Magyar Nemzeti Múzeumba került.
A település nevének első ismert említése 1269-ből került elő, Zumur alakban.
Az 1200-as években két faluból állt, az egyik Simon fia Chak birtoka volt, a másik részt 1269 előtt Pousa fia Endre bírta, s ezt halála után rokonai, Őrseji Chepan és András (Őrsej elpusztult szomszédos falu volt) nővére hitbére fejében átadták Besenyei Moch-nak, a veszprémi püspök szerviensének, és ezt a szomszédos őrseji és epeli nemesek előtt elhatárolták.
Egy 1327 évi oklevél szerint Szomori Bench fia Tyba, Symeg-i (Sümegi) kétekényi földjét eladta a veszprémi püspöknek.
(Symeg ma faluhely Epöl határában délkeletre Benchyvár néven, mely elnevezés az egyik egykori birtokos, Szomory Bench nevét őrzi.)
Itt volt található volt Somod is, mely a 13. században többnyire a szomszédos Symeg (Sümeg) faluval együtt szerepel, egy 1244. évi oklevélkivonatban tűnik fel, ekkor egy része gazdát cserélt. Somodor ma külterületi településrész Szomor határában északkeletre, Somodorpuszta néven. (Nem tévesztendő össze a Somogy vármegyei Somodorral, illetve Somodorpusztával!)
Szomor határában a korabeli iratok még az 1200-as években említik a régi, rómaiak által épített  nagy utat:"…de ZUMUR iuxta MAGNAM VIAM qua itur Albam…".
A falu birtokosai a későbbiekben  a Pázmándy családbeliek voltak. A törökök pusztává tették a falut, de az újjáépült, s az 1760-as évekig nagyrészt református magyarok lakták. A település új földesura, Sándor gróf ezt követően a református magyar lakosság helyébe katolikus svábokat telepített.
A 19. században a falu birtokosa a gróf Sándor család, gróf Sándor Móricz leánya, Metternich hercegné és Kézdi-Vásárhelyi Imre. Kézdi-Vásárhelyi a település híres orvosa, régész és humanista volt, akinek a település környékén talált tárgyakból híres régészeti gyűjteményt állított össze, többek között egy teljes bronz kovácsműhelyt, valamint több domborműves és feliratos sírkövet adományozott a Magyar Nemzeti Múzeumnak. Róla nevezték el a község általános iskoláját is, amely a volt kastélyában működik.
A falu szomorú eseménye volt az 1946-os kitelepítés, ekkor a községben élő német anyanyelvű családok közel 90 százalékát költöztették kényszerrel Németországba.

## Közélete

### Polgármesterei
- 1990–1994: Nagy György (független)[3]
- 1994–1998: Nagy György (független)[4]
- 1998–2002: Nagy György (független)[5]
- 2002–2006: Nagy György (független)[6]
- 2006–2010: Nagy György (független)[7]
- 2010–2014: Nagy György (független)[8]
- 2014–2019: Nagy György (független)[9]
- 2019–2024: Nagy György (független)[10]
- 2024– : Kovács Gergely (független)[1]

## Népesség
A település népességének változása:
| Lakosok száma | 1067 | 1056 | 1051 | 1061 | 1100 | 1093 | 1087 |
|               | 2013 | 2014 | 2015 | 2021 | 2022 | 2023 | 2024 |

A 2011-es népszámlálás során a lakosok 88,5%-a magyarnak, 0,4% horvátnak, 10,9% németnek, 0,8% románnak, 0,4% szerbnek, 0,3% szlováknak, 0,2% ukránnak mondta magát (11,5% nem nyilatkozott; a kettős identitások miatt a végösszeg nagyobb lehet 100%-nál). A vallási megoszlás a következő volt: római katolikus 50,9%, református 8,6%, evangélikus 0,7%, görögkatolikus 0,3%, izraelita 0,3%, felekezeten kívüli 9,8% (28,4% nem nyilatkozott).
2022-ben a lakosság 92,6%-a vallotta magát magyarnak, 6,5% németnek, 0,4% ukránnak, 0,3% románnak, 0,3% cigánynak, 0,2% szlováknak, 0,2% horvátnak, 0,1-0,1% szerbnek, lengyelnek, bolgárnak és ruszinnak, 4,1% egyéb, nem hazai nemzetiségűnek (7,3% nem nyilatkozott; a kettős identitások miatt a végösszeg nagyobb lehet 100%-nál). Vallásuk szerint 35,5% volt római katolikus, 9,7% református, 0,8% görög katolikus, 0,1% ortodox, 1,7% egyéb keresztény, 1,6% egyéb katolikus, 14% felekezeten kívüli (36,4% nem válaszolt).

## Nevezetességei
- Római katolikus templom – építési ideje ismeretlen, 1759-ig a reformátusoké volt, majd a 18. század végén átalakították.
- Római katolikus temetőkápolna – a 18. században épült, műemlék.
- Nepomuki Szent János-szobor – a posztamens felirata szerint Neumann Lipót állíttatta 1807-ben.
- Vásárhelyi-kúria
- Kakukk-hegy

## Képgaléria

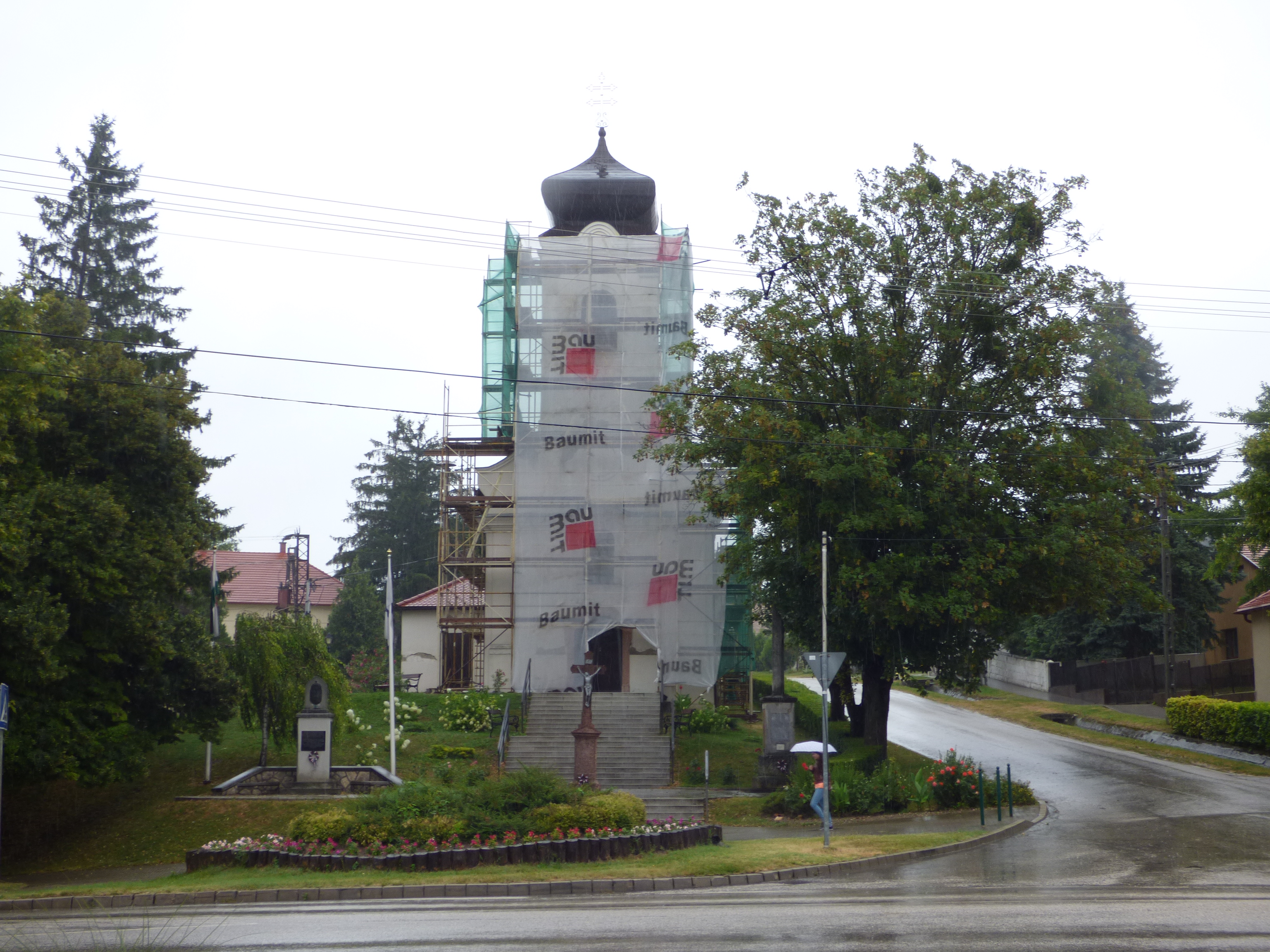
A felújítás alatt álló templom távlati képe
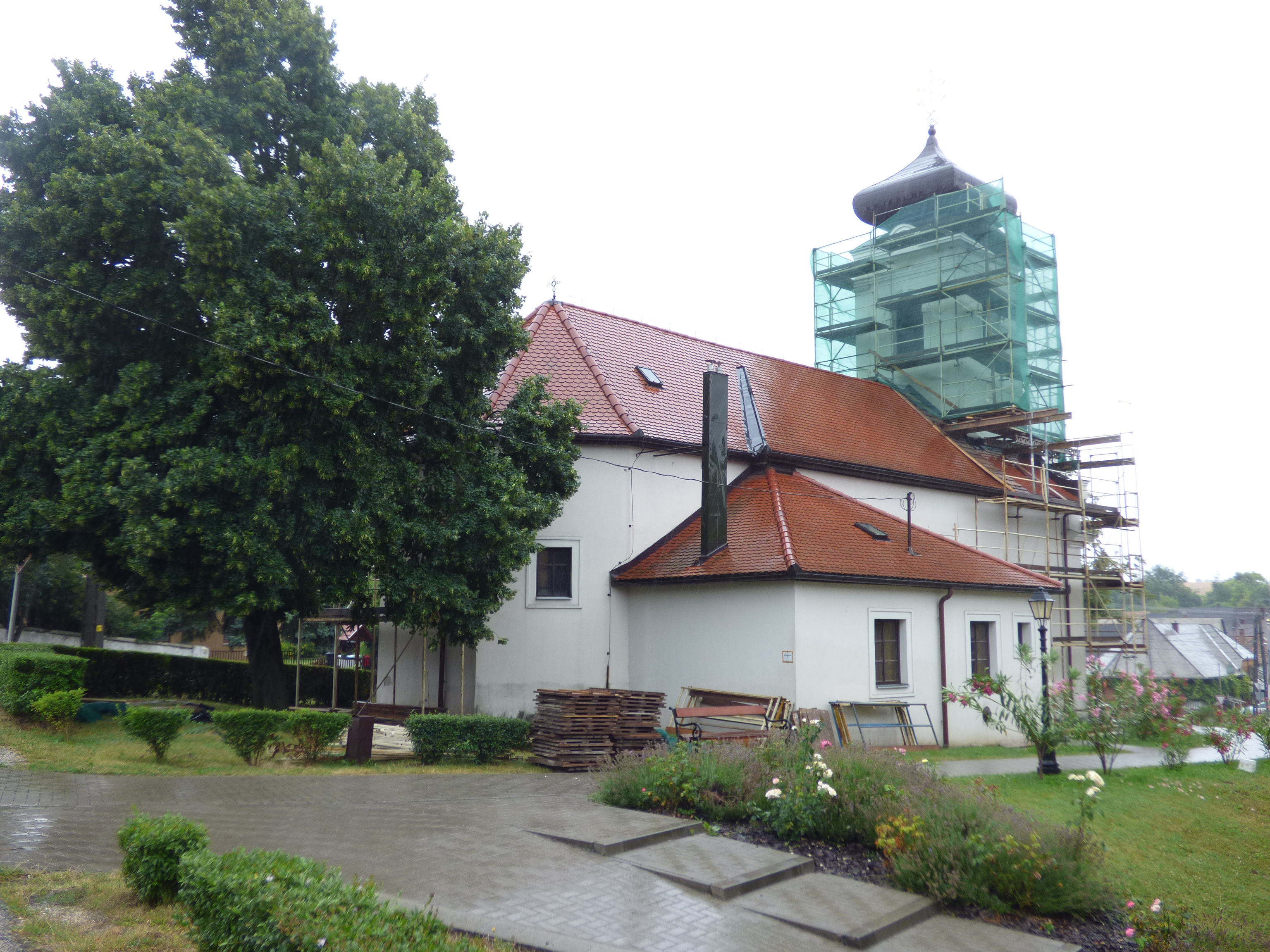
A szomori katolikus templom hátulról nézve, felújítás alatt
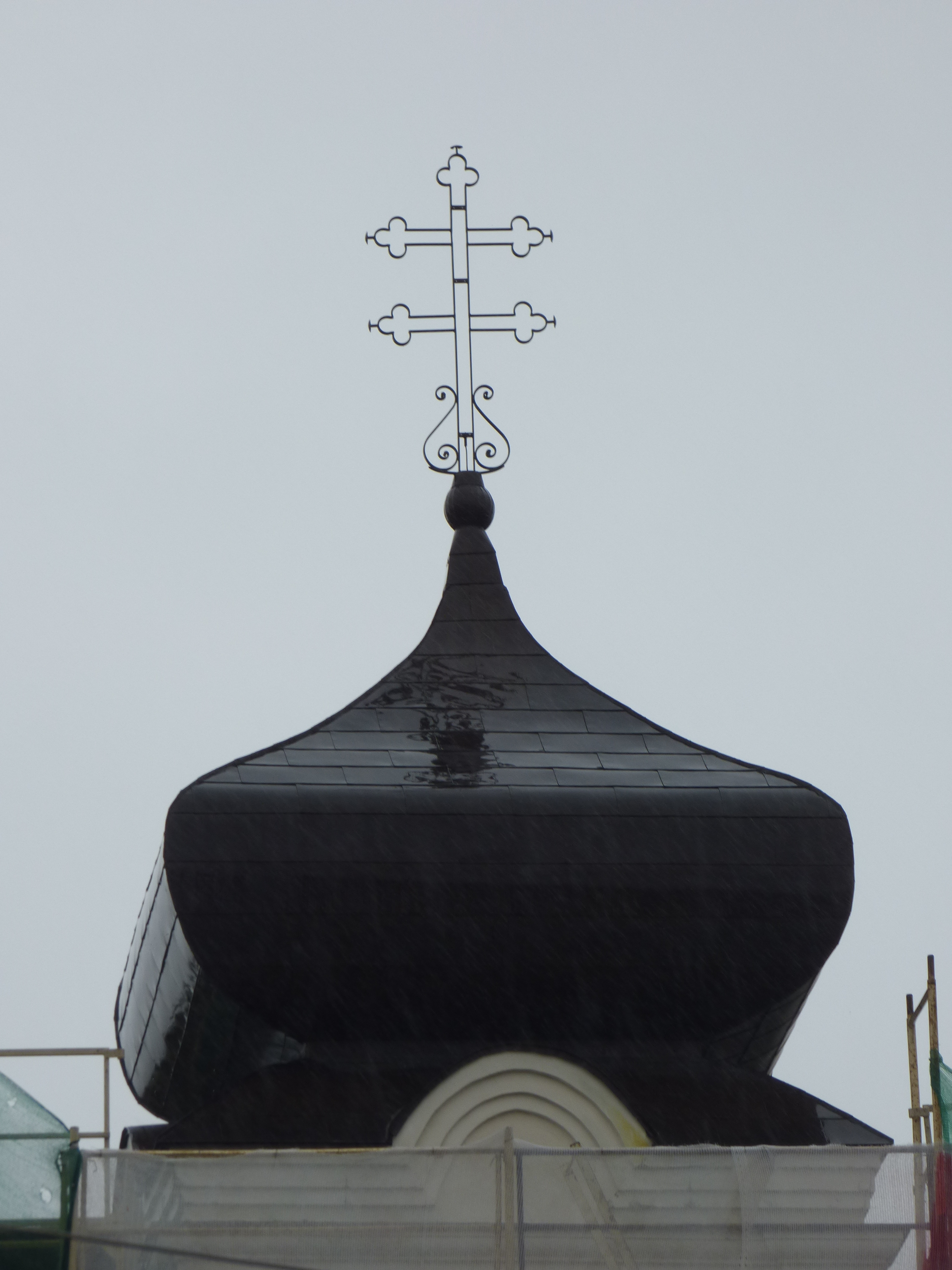
A templom különleges formájú toronysisakja
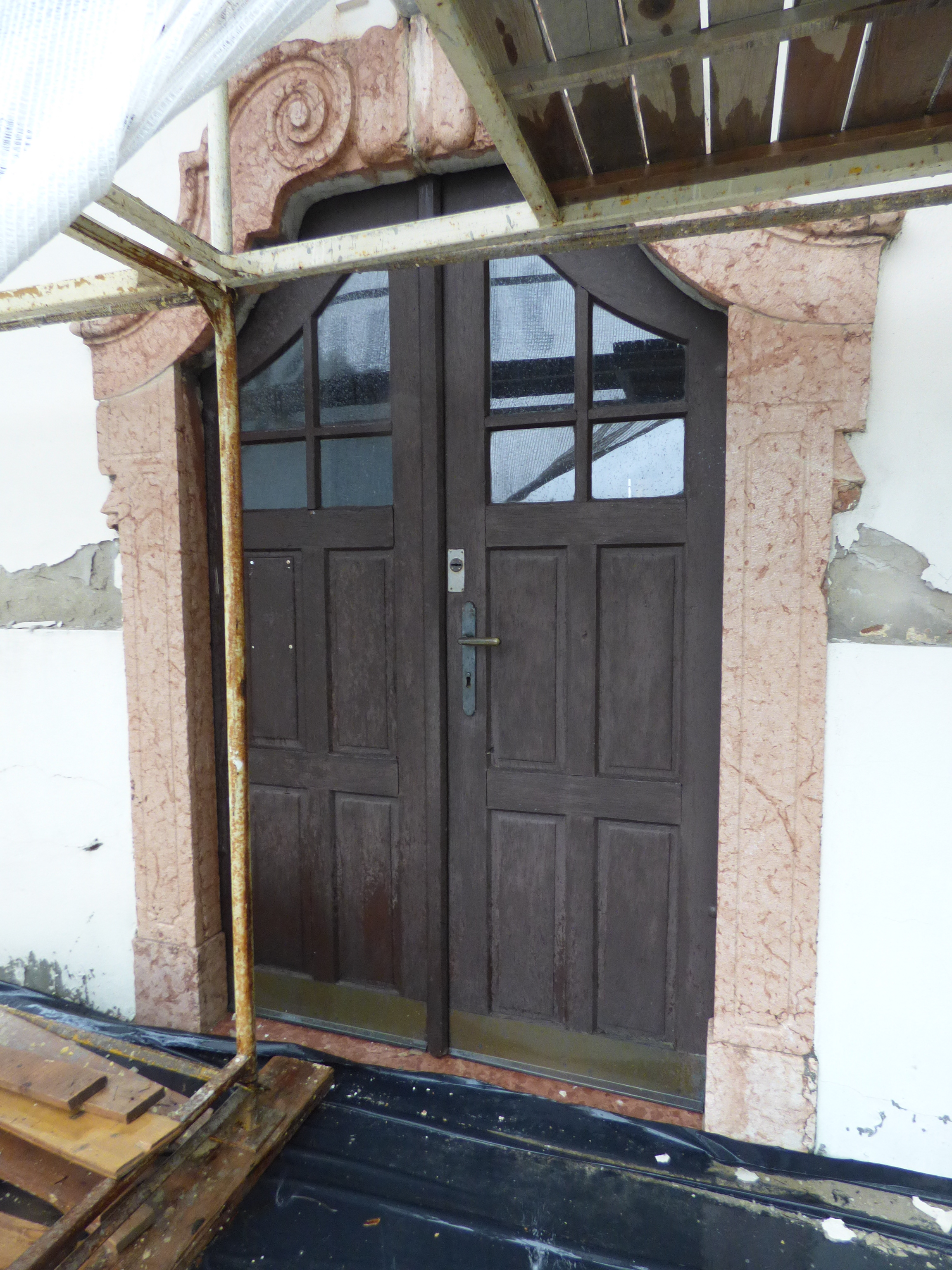
A templom bejárata (felújítás alatt)
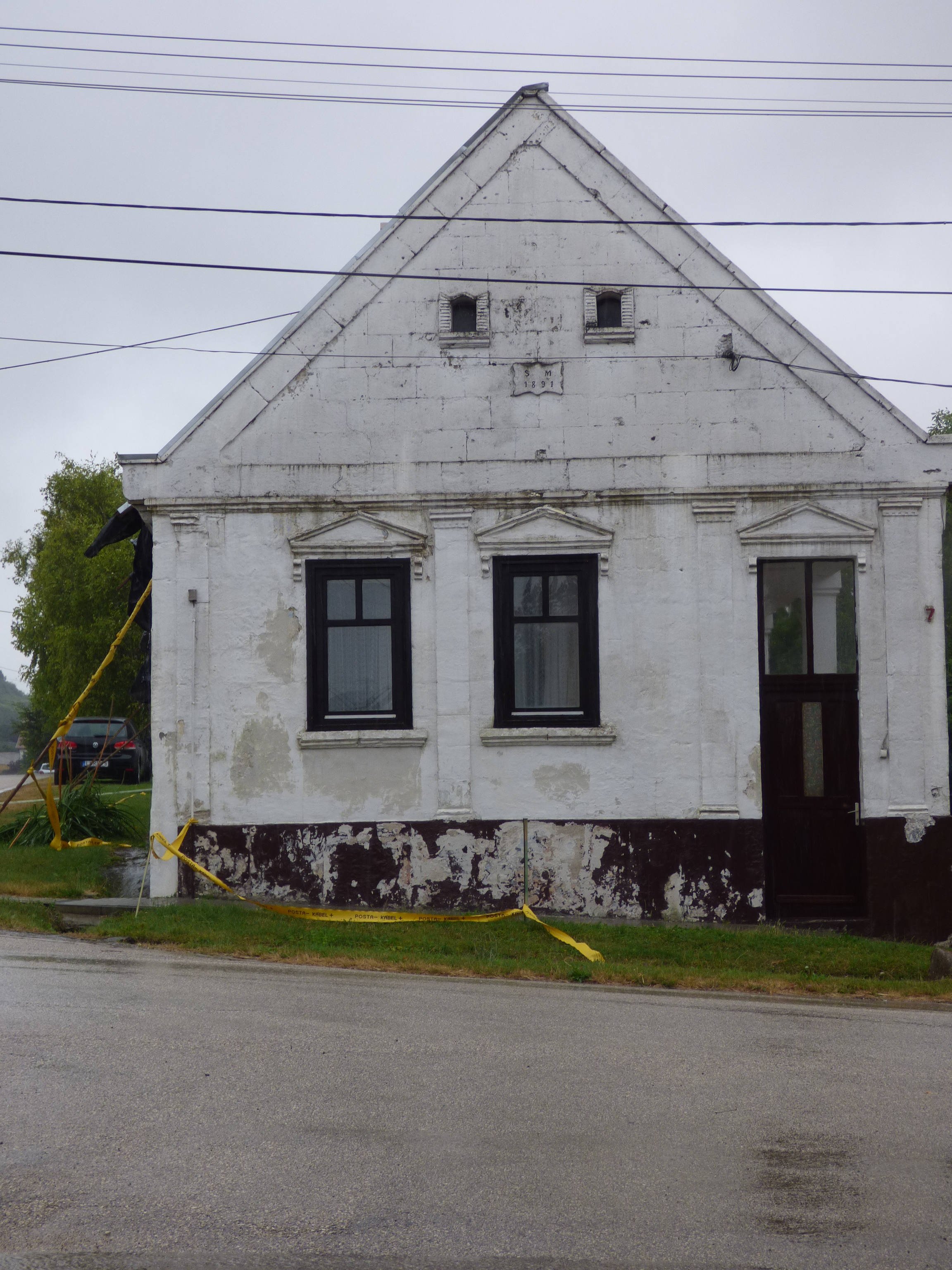
Jellegzetes szomori parasztház
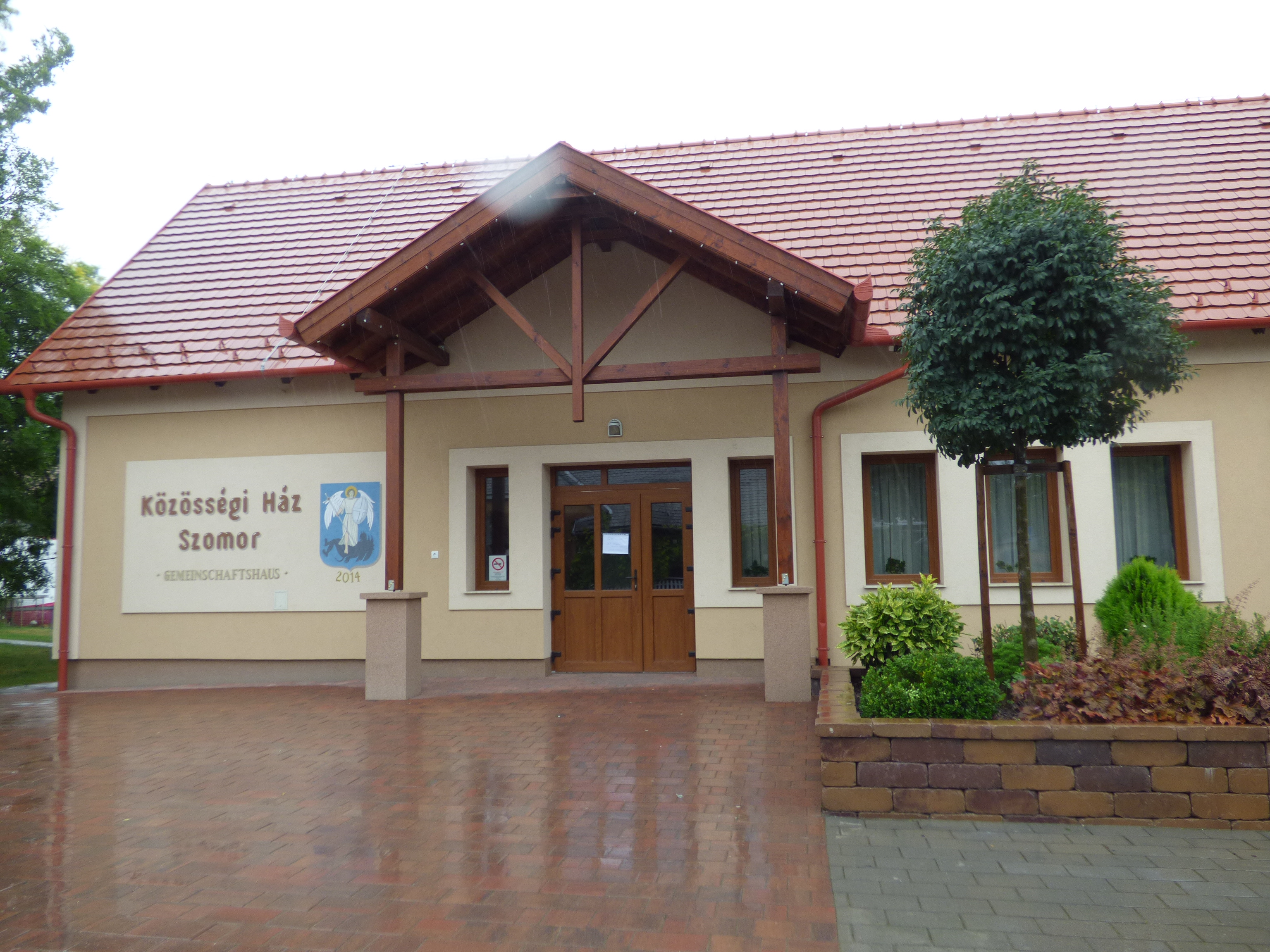
Kultúrház
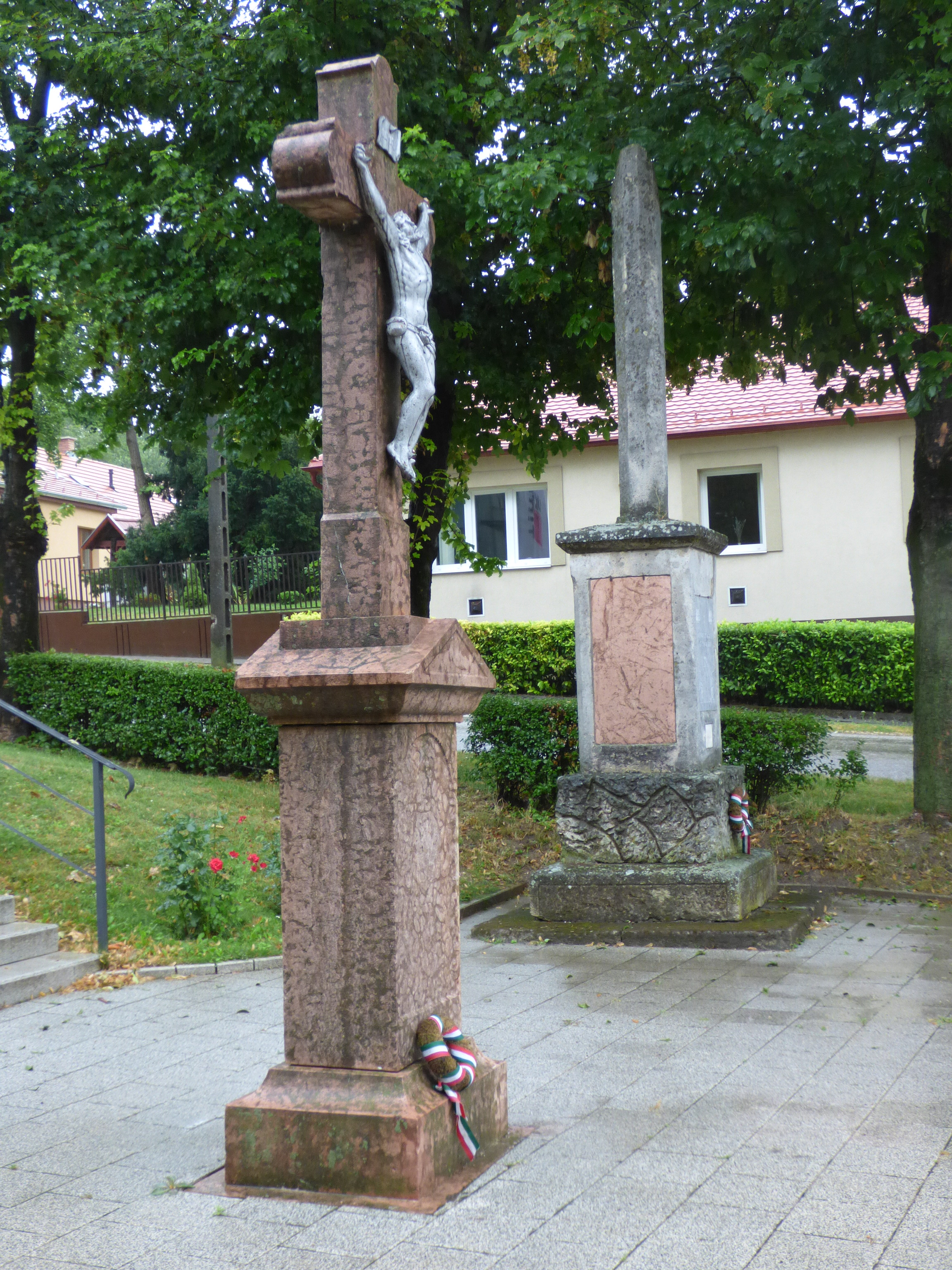
Kereszt a templom előtt
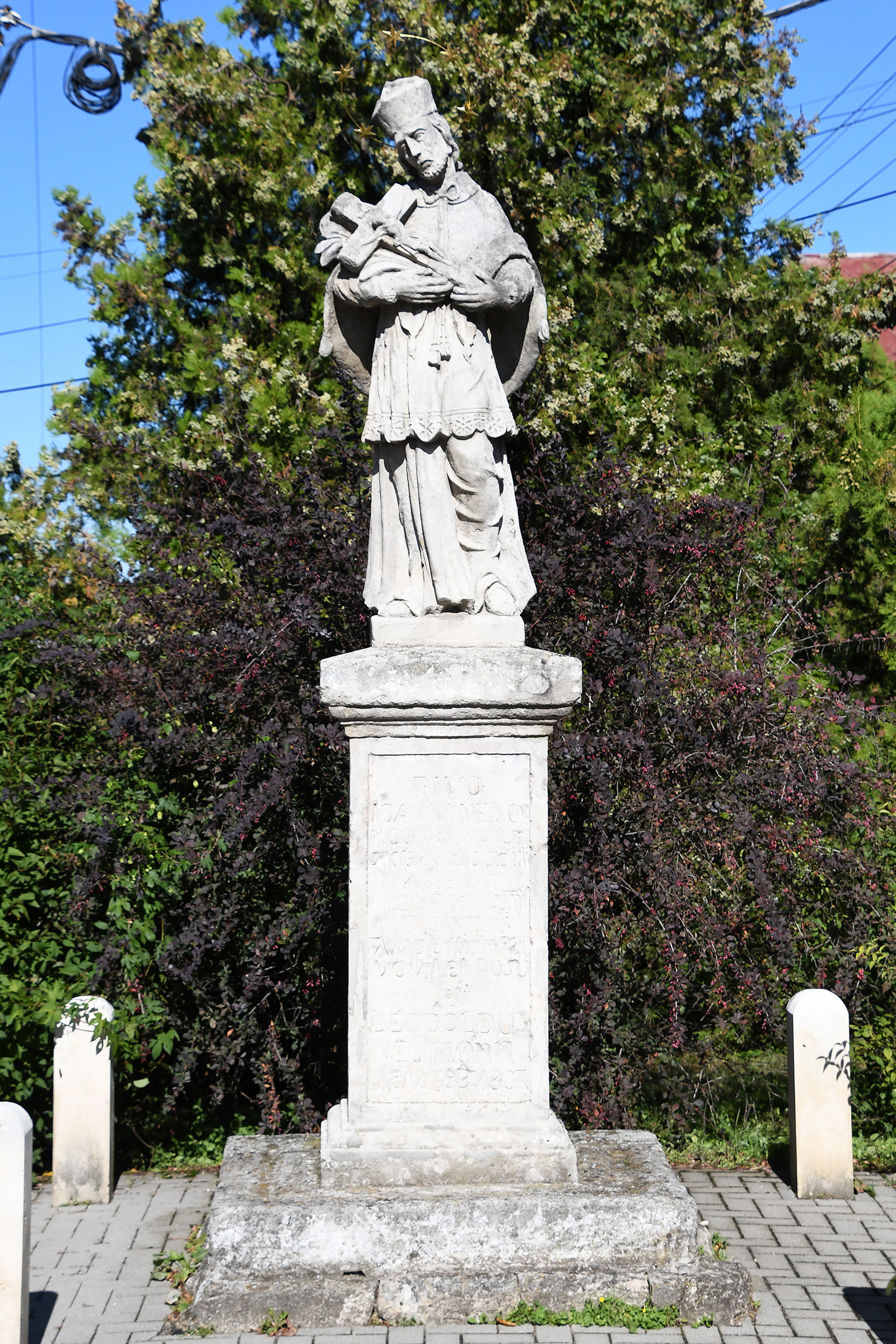
Nepomuki Szent János szobra a szomori templom közelében
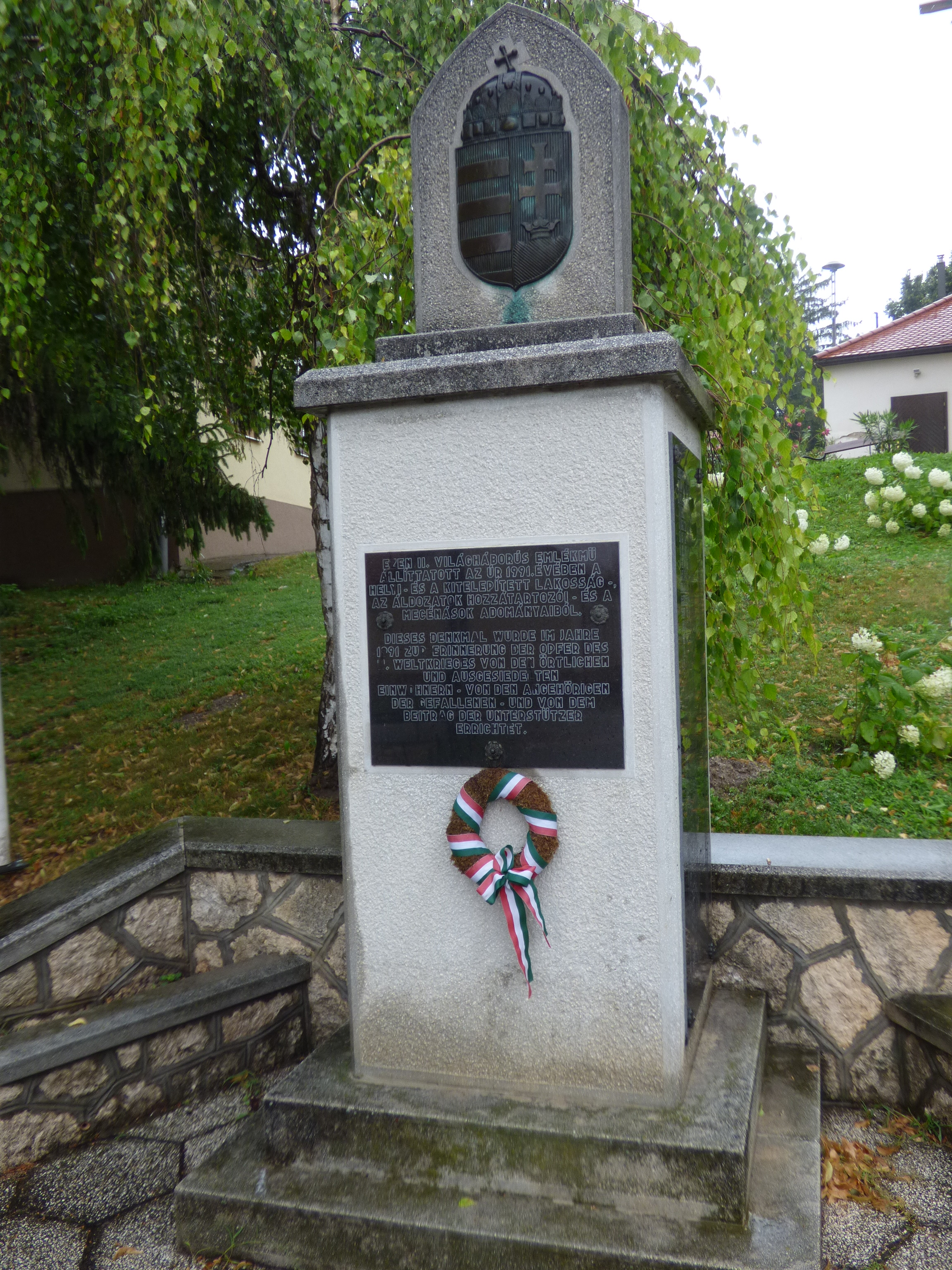
Második világháborús emlékmű a templom előtt

## Külső hivatkozások
- Szomor a Tatabányai Többcélú Kistérségi Társulás honlapján
- Szomor az utazom.com honlapján[halott link]
- Szomori Hagyományőrző Egyesület